# Брувиль
Бруви́ль (фр. Brouville) — коммуна во французском департаменте Мёрт и Мозель региона Лотарингия. Относится к  кантону Баккара.	

## География
Брувиль	расположен в 50 км к юго-востоку от Нанси. Соседние коммуны: Ваксенвиль на севере, Реерре на северо-востоке, Мервиллер на юге, Желакур и Азерай на юго-западе, Абленвиль на северо-западе.

## Демография
Население коммуны на 2010 год составляло 125 человек.
| 1962 | 1968 | 1975 | 1982 | 1990 | 1999 | 2010 |
| ---- | ---- | ---- | ---- | ---- | ---- | ---- |
| 140  | 144  | 138  | 120  | 109  | 124  | 125  |

## Достопримечательности
- Церковь: башня в романском стиле, неф XVIII века, придел XV века.